# Блинников, Сергей Иванович
Сергей Иванович Блинников (р. 25 ноября 1948, Оха (остров Сахалин)) — советский и российский астроном, астрофизик, популяризатор науки; ведущий научный сотрудник отдела внегалактической астрономии Государственного астрономического института имени П. К. Штернберга (МГУ имени М. В. Ломоносова), доктор физико-математических наук. Член Международного астрономического союза.
Работал в следующих научных и образовательных организациях: Всероссийский научно-исследовательский институт автоматики им. Н. Л. Духова, Институт теоретической и экспериментальной физики имени А. И. Алиханова Национального исследовательского центра «Курчатовский институт», Государственный Астрономический Институт им. П. К. Штернберга, Московский физико-технический институт (член кафедры).
Научные интересы Блинникова разнообразны — от моделей тёмной материи до сверхновых и гамма-всплесков. Его работы широко известны в мире. Блинников является автором более 300 статей (преимущественно — в соавторстве), более 36 докладов на научных конференциях и соавтором 7 книг.

## Биография и научная деятельность
Физический факультет МГУ — альма-матер Сергея Ивановича Блинникова
Сергей Иванович Блинников родился 25 ноября 1948 года в городе Оха, расположенном на севере острова Сахалин.
В 1966 году Блинников поступил на астрономическое отделение Физического факультета МГУ имени М. В. Ломоносова. В 1972 году окончил обучение.
С 1972 по 1975 года Блинников учился в аспирантуре того же факультета. Был дипломником и аспирантом у Якова Борисовича Зельдовича и Геннадия Семёновича Бисноватого-Когана, у которых защитил в 1975 году кандидатскую диссертацию по теме «Равновесие и устойчивость вращающихся звёзд». Свою научную деятельность в 1970-е годы Блинников начал с исследования устойчивости вращающихся звёзд и замагниченных газовых дисков. Впервые, совместно с Бисноватым-Коганом, он предсказал образование горячей короны у аккреционных дисков вокруг чёрных дыр.
До 1979 года Блинников работал в Институте космических исследований (ИКИ), после чего продолжил работу в качестве ведущего научного сотрудника Института теоретической и экспериментальной физики, совмещая эту должность с работой в Государственном астрономическом институте имени П. К. Штернберга.
В 1983 году совместно с Максимом Юрьевичем Хлоповым им впервые была подробно рассмотрена одна из возможных разновидностей тёмной материи — зеркальное вещество.
В 1984 году вышла работа «О возможности взрыва нейтронной звезды в тесной двойной системе» (в соавторстве с И. Д. Новиковым, Т. В. Переводчиковой и А. Г. Полнаревым), в которой было высказано предположение о возможном происхождении части гамма-всплесков в результате обмена масс в тесной системе двух нейтронных звезд с последующим взрывом маломассивного компонента.
С 1989 года Блинников является главным научным сотрудником Институт теоретической и экспериментальной физики.
В 1990 году модель, представленная в работе 1984 года была изучена авторами подробнее с привлечением численных расчетов Д. К. Надежина и В. С. Имшенника. В то время модель не привлекла большого внимания, но спустя почти 30 лет, в 2017 году, параметры необычного гамма-всплеска, сопровождавшего первое наблюдение гравитационного сигнала от слияния нейтронных звезд, совпали с расчётами 1990 года.
В 2000 году Блинников защитил докторскую диссертацию «Нестационарные радиационные и гидродинамические процессы в сверхновых звёздах» и стал доктором физико-математических наук.
Блинников преподаёт релятивистскую астрофизику в Московском физико-техническом институте. Для японских студентов и аспирантов он неоднократно читал курс «Астрофизика взрывающихся объектов», в который входят основы строения и устойчивости звёзд, понятие о причинах взрывов сверхновых, газодинамика остатков сверхновых и главы из релятивистской астрофизики.

## Сфера научных интересов
Научные интересы Блинникова разнообразны — от моделей тёмной материи до сверхновых и гамма-всплесков. Различные аспекты теории взрывов звёзд и связанных с этим физических явлений занимают основное место в работах Блинникова. Учёный активно сотрудничает с ведущими мировыми группами по теории сверхновых в Европе — из MPA в Гарчинге и Стокгольмского университета, в США — из Калифорнийского университета в Санта-Крузе, и в Японии — из Токийского университета. Блинников тесно сотрудничает с коллегами по всему миру: из Германии, Японии, США, Швеции и других стран.
Работы Блинникова широко известны в мире: на их результаты можно найти более 4 000 ссылок. В его работах впервые был предсказан класс гамма-всплесков, связанных со слиянием нейтронных звёзд на космологических расстояниях, впервые было предсказано образование горячей короны у аккреционных дисков вокруг чёрных дыр, впервые была подробно рассмотрена одна из теоретических разновидностей тёмной материи — зеркальное вещество и многое другое.
Блинников создал один из наиболее успешных в мире радиационно-гидродинамических численных кодов для расчёта кривых блеска сверхновых, с помощью которого было смоделировано излучение от взрывов сверхновых всех типов. В том числе в работе с иностранными коллегами С. Вусли и А. Хегером впервые было указано, как можно естественным образом объяснить загадочные сверхмощные сверхновые, излучающие в сто раз больше света, чем обычные.

### Диссертации
- Блинников С. И. Равновесие и устойчивость вращающихся звезд : диссертация … кандидата физико-математических наук : 01.03.02. — Москва, 1975. — 152 с.
- Блинников С. И. Нестационарные радиационные и гидродинамические процессы в сверхновых звездах : диссертация … доктора физико-математических наук : 01.03.02. — Москва, 2000. — 238 с.